# Heidi Wiesler
Heidi Wiesler, nemška alpska smučarka, * 28. marec 1960, Staufen im Breisgau, Zahodna Nemčija.
Nastopila je na Olimpijskih igrah 1984, kjer je osvojila štirinajsto mesto v smuku. V svetovnem pokalu je tekmovala deset sezon med letoma 1978 in 1987 ter dosegla eno uvrstitev na stopničke v smuku. V skupnem seštevku svetovnega pokala je bila najvišje na 21. mestu leta 1979, leta 1980 je bila osma v kombinacijskem seštevku.